# ديفيد جونز (منافس ألعاب قوى)
ديفيد جونز (بالإنجليزية: David Jones) هو منافس ألعاب قوى بريطاني، ولد في 11 مارس 1940 في بروكمانز بارك ‏ في المملكة المتحدة.

## وصلات خارجية
- ديفيد جونز على موقع الاتحاد الدولي لألعاب القوى (الإنجليزية)
- ديفيد جونز على موقع أوليمبيديا (الإنجليزية)
- ديفيد جونز على موقع اتحاد ألعاب الكومنولث (مؤرشف) (الإنجليزية)